# Svenning Dalgaard
 Der er for få eller ingen kildehenvisninger i denne artikel, hvilket er et problem. Du kan hjælpe ved at angive troværdige kilder til de påstande, som fremføres i artiklen.

Svenning Haaning Dalgaard (født 9. februar 1946) er en dansk journalist.
Svenning Dalgaard er student fra Viborg Katedralskole. Han har læst statskundskab og jura i Århus, og journalistik i Paris. 
Han har arbejdet som journalist på på Christiansborg, Afrika-medarbejder for DR og været udstationeret i Paris og Bruxelles for TV 2 i 1988-1992 og igen fra 1997. I den mellemliggende periode var han chef for TV 2/Nyhederne og stedfortrædende direktør for TV 2.
I de senere år har Dalgaard udover sin dækning af EU-stoffet lavet flere dokumentarudsendelser og reportager fra USA, Sydamerika og Mellemøsten. Desuden skriver han en fast klumme i dagbladet Børsen om europæisk politik.
I 2006 blev det fastlagt, at Svenning Dalgaard i 2009 vender hjem til Danmark, hvorefter Olav Christensen skal være ny Bruxelles-korrespondent.
Siden 2009 har Svenning Dalgaard fungeret som International korrespondent for TV 2 og TV 2 NEWS, hvor han blandt andet har fulgt forhandlingerne op til klimatopmødet i København i december 2009. Han har ligeledes fungeret som analytiker af international politik på TV 2 NEWS i forbindelse med blandt andet EU-spørgsmål.

## Ekstern henvisning
- Europa 3.0 - Svenning  Dalgaard Arkiveret 12. februar 2015 hos  Wayback Machine